# Bitwa pod Kotyeon
Bitwa pod Kotyeon (współcześnie miasto w Turcji Kütahya) – starcie zbrojne w 1113 roku pomiędzy wojskami najstarszego syna Kilidż Arslana – Malikszaha, i armią bizantyńską dowodzoną przez Aleksego I Komnena. Było jednym z epizodów wojen bizantyńsko-tureckich na początku XII wieku, w którym cesarstwo odniosło sukces.